# Al-Anz
Al-Anz (arab. العنز) – wieś w Syrii, w muhafazie Hama. W 2004 roku liczyła 146 mieszkańców.